# Theridion differens
Theridion differens är en spindelart som beskrevs av James Henry Emerton 1882. Theridion differens ingår i släktet Theridion och familjen klotspindlar. Inga underarter finns listade i Catalogue of Life.